# Brasília
Brasília er Brasiliens forbundshovedstad og sæde for lokalregeringen i Distrito Federal. Byen ligger i det brasilianske højland i Centro-Oeste-regionen på en meget jævn og tør højslette. Den blev indviet 21. april 1960 som Brasiliens nye føderale hovedstad. Anlæggelsen blev sat i gang af præsident Juscelino Kubitschek. Brasília er Brasiliens 3. folkerigeste by. Den er Latinamerikas rigeste by målt på BNP. pr. indbygger.
Brasília blev tegnet og anlagt af Lúcio Costa, Oscar Niemeyer og Roberto Burle Marx i 1956. Den brasilianske regering ønskede med byens anlæggelse at flytte hovedstaden fra Rio de Janeiro til et mere centralt beliggende sted i landet. Byen er inddelt i nummererede karréer og aktivitetsspecifikke sektorer, f.eks. en hotel-sektor, bank-sektor og ambassade-sektor. Bebyggelsen af området standsede ikke med indvielsen af byen, men fortsætter stadig efter den oprindelige plan, som skal overholdes nøjagtigt ifølge en lovvedtagelse. Loven sætter bl.a. rammer for bygningernes maksimale højde, gadernes bredde osv. Brasília er pga. sin enestående byplanlægning og modernistiske arkitektur optaget på UNESCO's Verdensarvsliste.
Brasiliens udøvende, lovgivende og dømmende magt residerer alle i Brasília. Byen er også hjemsted for 124 udenlandske ambassader. Brasílias Internationale Lufthavn er Brasiliens 3. travleste lufthavn. Den forbinder byen med alle andre brasilianske storbyer og adskillige internationale destinationer. Brasília er næstefter Luanda den største portugisisktalende hovedstad i verden. Den var sammen med flere andre brasilianske storbyer vært ved VM i fodbold i 2014 samt Sommer-OL i 2016. Brasília afviklede også den 9. udgave af Confederations Cup i 2013. 

I modsætning til andre brasilianske byer er Brasília ikke en kommune, men en administrativ enhed. Selvom Brasília bruges som synonym for hele det føderale distrikt Distrito Federal, udgøres Distrito Federal af 31 administrative regioner, hvoraf kun Plano Piloto-regionen omfatter den oprindelige, planlagte by Brasília. Det øvrige forbundsdistrikt udgør ifølge IBGE Brasílias storbyområde. 
- Satellitbillede af byen
- Domkirken i Brasília
- Nationalbiblioteket i Brasília.
- Vor Frue af Fatima-kirken bygget som et resultat af pilotplanen for byen